# FIARE
FIARE (Fundación Inversión y Ahorro Responsable) és el nom de la fundació que va ser creada, l'any 2003, al País Basc per diverses entitats de grups de persones interessades en les finances ètiques, amb l'objectiu de bastir un moviment de ciutadania activa que establís les bases de la creació d'una banca ètica. La seva seu s'establí a la ciutat basca de Bilbao.
L'any 2005 FIARE va signar el contracte d'agents amb Banca Popolare Etica, que va ser l'experiència que més els va interessar en l'àmbit europeu, i van iniciar la intermediació financera en territori espanyol. D'aquesta manera, es convertí en agent de la mateixa cooperativa italiana i el 2011 es proposa la integració de totes dues organitzacions. Aquesta unió de l'espanyola FIARE amb la Banca Popolare Etica italiana du el nom —i marca comercial— de Fiare Banca Etica, i conformà l'actual banc cooperatiu de referència a Europa amb més de 42 000 persones associades.
El mateix any 2011 la fundació FIARE va ser guardonada amb el premi «Ignacio Ellacuría» de cooperació per al desenvolupament. L'any 2013 es transformà en l'Àrea Fiare de Banca Popolare Etica. El 2014 va ser donada d'alta al registre oficial d'entitats i agents del Banc d'Espanya.